# Suctobelbella tohokuensis
Suctobelbella tohokuensis är en kvalsterart som beskrevs av Enami och Chinone 1997. Suctobelbella tohokuensis ingår i släktet Suctobelbella och familjen Suctobelbidae. Inga underarter finns listade i Catalogue of Life.